# Ружиновске-Язеро
Ружиновске-Язеро или Роглик (словац. Ružinovské jazero alebo Rohlík) — пруд в городском районе Ружинов в Братиславе.
Более известен по народному прозванию Роглик (рогалик) в связи со схожестью формы пруда с одноимённым кондитерским изделием. Пруд расположен недалеко от озера Штрковец, на противоположной стороне улицы Ружиновской, окружён корпусами крупного комплекса Ружиновской больницы, а также жилой застройкой. Здесь обитает 16 видов рыб, в том числе карп, раки и черепахи, а также гнездятся утки и лебеди.
Озеро находится в ведении муниципальной организации Словацкой ассоциации рыбаков Ружинова. В отличие от других городских озёр Братиславы, вокруг Ружиновского озера нет обустроенных рекреационных зон, кафе или детских площадок. Широкая открытая поляна с газоном, примыкающая к корпусу Ружиновской поликлиники, служит популярным местом игр и выгула для местных владельцев собак.